# Bergen (Saxônia)
Bergen é um município da Alemanha, situado no distrito de Vogtlandkreis, no estado da Saxônia. Tem 8,34 km² de área, e sua população em 2019 foi estimada em 958 habitantes.